# Yukon (territorium)
Yukon of The Yukon is een territorium van Canada. Het vormt het meest noordwestelijk gelegen deelgebied van Canada. Het werd in 1898 opgericht als Yukon Territory, maar de naam werd in 2003 door de federale regering veranderd in Yukon.

## Geschiedenis
Rond 1750 kwamen de eerste westerse kolonisten in het gebied aan. Zij kwamen vooral voor het bont en trokken het gebied in en uit. In 1848 stichtte Robert Campbell voor de Hudson's Bay Company Fort Selkirk aan de monding van de Pelly rivier. Yukon werd een populaire bestemming in 1896, toen er goud werd gevonden in Bonanza Creek, nabij Dawson City. Dit was het startsein voor de Klondike Goldrush. Goudzoekers werden met bootladingen tegelijk vanuit Canada en de Verenigde Staten aangevoerd. In deze periode werd ook de White Pass & Yukon Route aangelegd. In 1898 nam de Canadese regering de Yukon Territory Act aan waarmee Yukon een zelfstandig deelgebied werd; voor die tijd was het een onderdeel van Northwest Territories. Van 1898 tot 1953 was Dawson City de hoofdstad van het gebied, in dat jaar ging die functie over naar Whitehorse.

## Geografie en klimaat

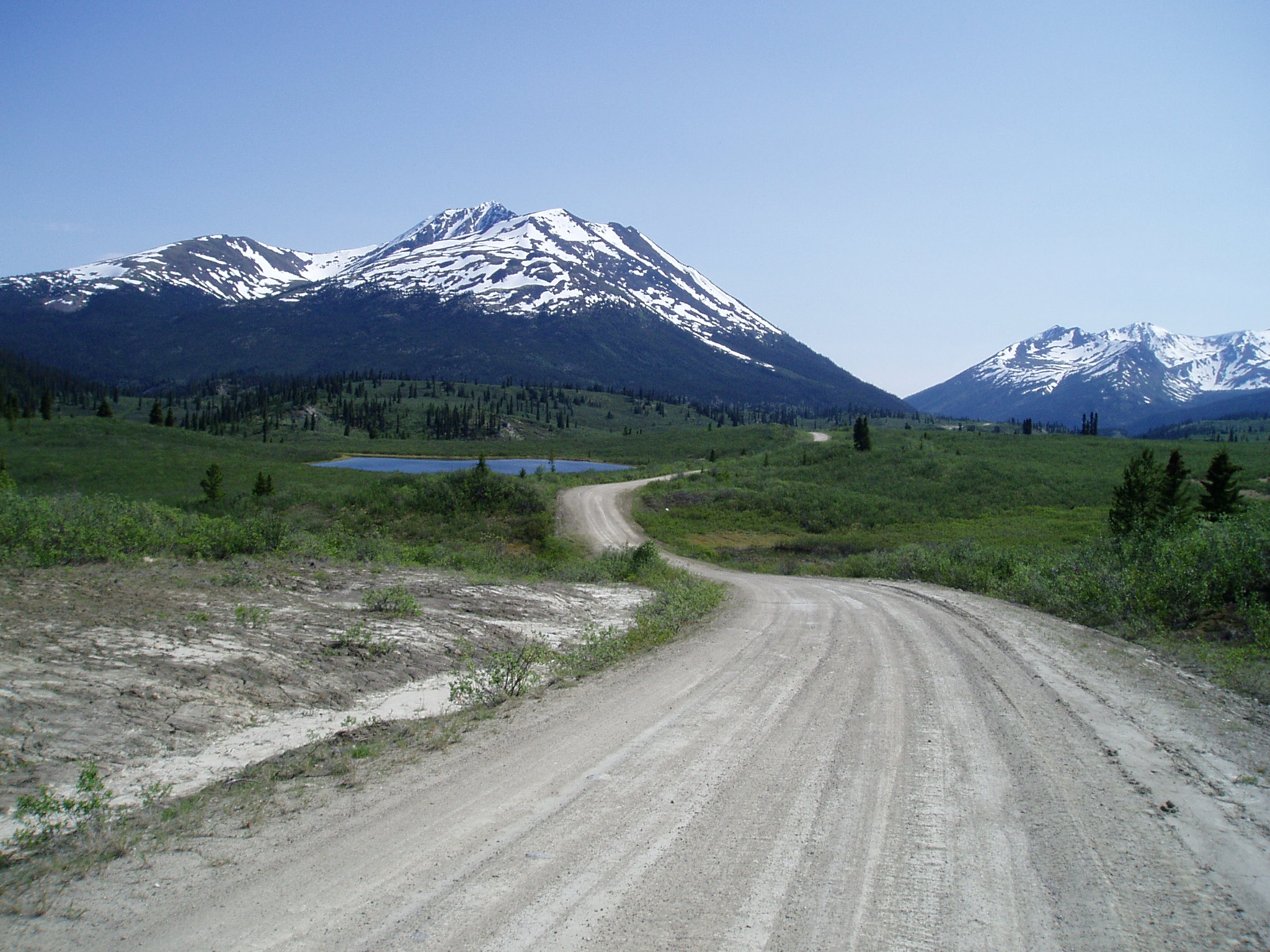
Typisch berglandschap in Yukon

Het territorium heeft een totale oppervlakte van 482.443 km², ongeveer net zo groot als Spanje. Het ligt ten noorden van de 60e breedtegraad tussen Alaska en de Northwest Territories in. In het noorden grenst Yukon voor 430 kilometer aan de Beaufortzee, in het westen aan Alaska met de lengtegraad 141° westerlengte als staatsgrens, in het zuiden aan British Columbia en in het oosten aan Northwest Territories (NWT). De grens met de NWT loopt grotendeels langs de continentale waterscheiding, aan de andere kant ligt het stroomgebied van de Mackenzie die uitmondt in de Beaufortzee. Meer dan de helft van het landoppervlak is bedekt met bos.
Het hoogste punt is de top van Mount Logan op 5959 m boven zeeniveau. Het is tevens de hoogste berg in Canada. De berg is onderdeel van het Nationaal park Kluane.
De Yukon is de belangrijkste rivier in Yukon en Alaska. De Yukon is 3.185 kilometer lang en mondt, in een wijde delta, uit in de Beringzee. Na de Mackenzie is het de grootste rivier van Canada.
Het klimaat kent vele uitersten: 's zomers kan het meer dan 30 °C worden, terwijl in de winter de temperatuur onder de −60 °C kan zakken.

## Demografie

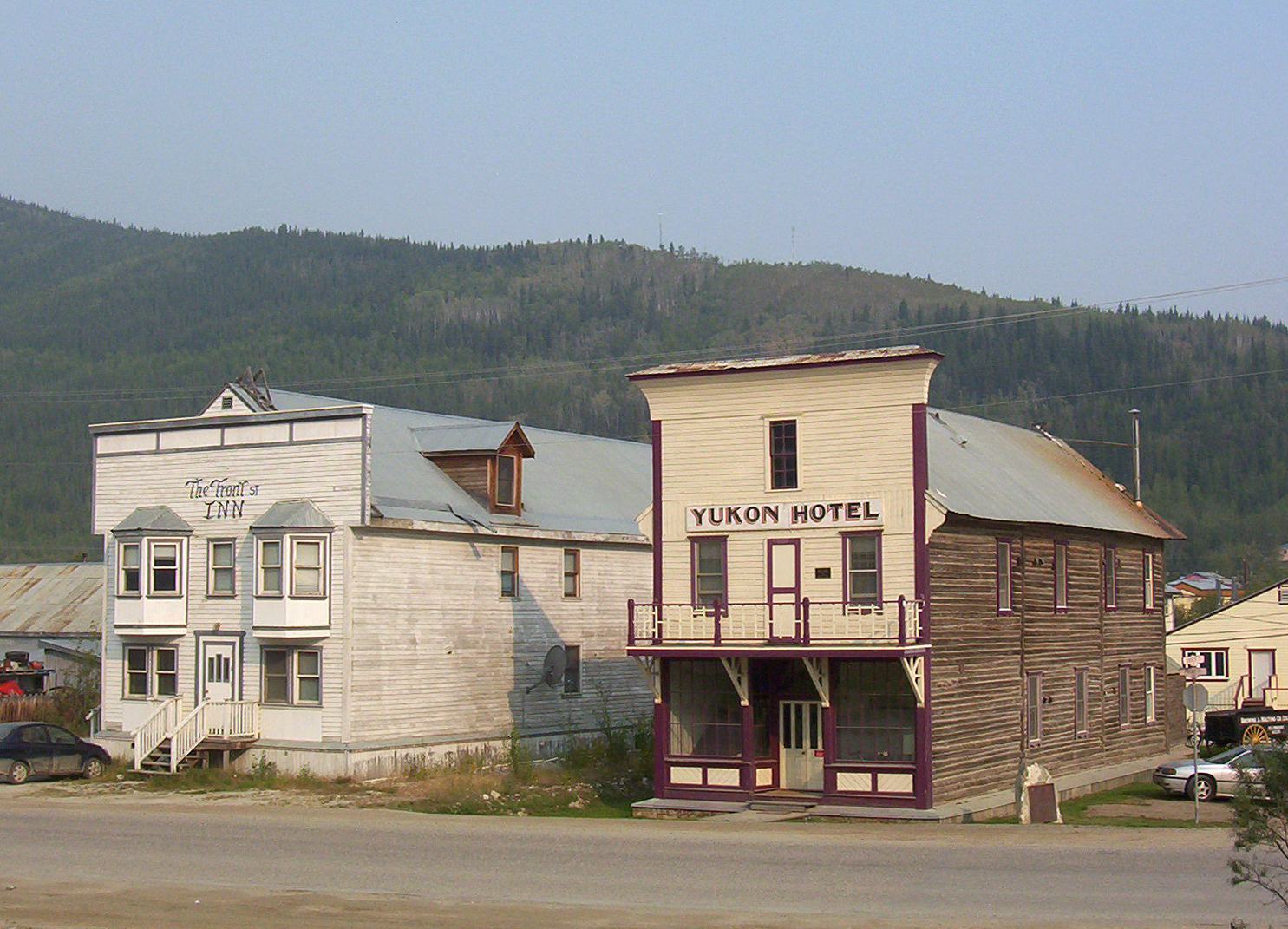
Het Yukon Hotel in Dawson City

Het territorium telt 35.862 inwoners (2012), waarvan er 23.272 (2005) in de hoofdstad Whitehorse wonen.
Tijdens de goldrush rond 1896 steeg het inwonertal van Dawson City tot 40.000. Toen er geen goud meer te vinden was daalde dat aantal snel. Tegenwoordig wonen er ongeveer 2000 mensen in Dawson City.

## Economie

### Landbouw
Voor landbouw wordt maar een zeer klein deel van het land gebruikt. Het landbouwareaal is circa 12.500 hectare, waarvan ongeveer de helft wordt gebruikt voor akker- of tuinbouw. De meeste agrarische gebieden liggen dicht in de buurt van de bevolkingscentra en zelfs 70% van de boerderijen liggen in een straal van 100 kilometer rond Whitehorse. Meer dan de helft van het land, ongeveer 270.000 km², is bedekt met naaldbomen. Ongeveer een derde van dit bos is geschikt voor de houtkap. Op beperkte schaal wordt hiervan gebruikgemaakt, het hout wordt gebruikt in de huizenbouw en als brandstof.

### Energie
De meeste elektriciteit wordt opgewekt door waterkrachtcentrales. Verder zijn er tekenen van steenkool, aardolie en aardgas, maar deze reserves worden niet geëxploiteerd. In het Kotaneelee veld wordt een kleine hoeveelheid aardgas gewonnen.

### Transport
Yukon heeft geen eigen havens, maar kan gebruikmaken van twee ijsvrije havens in Alaska, Skagway en Haines. In Yukon liggen wegen die het hele jaar zijn te gebruiken met een totale lengte van ongeveer 4.700 kilometer, waaronder delen van de Alaska Highway. De Dempster Highway is een gravelweg van 735 kilometer lang. Deze gaat van Dawson City helemaal naar het noorden en eindigt bij de kust met de Beaufortzee. De Whitehorse International Airport is de belangrijkste luchthaven met nationale en internationale bestemmingen, maar deze laatste alleen in het toeristenseizoen.